# Zumtobel
Zumtobel Group (také Zumtobel AG) je rakouská firma se sídlem v Dornbirnu. Je výrobcem  interiérového a exteriérového osvětlení, systémů a jeho komponent, jako například LED a OLED. Skupina Zumtobel zahrnuje firmy Zumtobel, Thorn, Tridonic, acdc a Reiss.

Společnost působí v 70 státech[zdroj⁠?!] svět.a

## Produkty
Firma se specializuje na výrobky s technologií LED, modulární světelné systémy, svítidla s vyšším krytím, stojanová a stolní svítidla, bezpečnostní osvětlení, lékařské obslužné a napájecí jednotky, osvětlení fasád, vizualizační software a jiné speciální produkty.